# David Norris (fotbollsspelare)
David Martin Norris, född 22 februari 1981 i Stamford, England, är en engelsk professionell fotbollsspelare och mittfältare som spelar i Leeds United. Han spelade tidigare för bland andra Bolton Wanderers, Plymouth Argyle, Ipswich Town och Portsmouth innan han köptes av Leeds inför säsongen 2012/2013. Han gjorde mål i sin debutmatch för Leeds mot Shrewsbury Town i första omgången av Capital One Cup den 11 augusti 2012.